# Østrigs kultur
Kultur i området der i dag er Østrig kan spores tilbage til Hallstatt og La Tène kulturerne ca. 1050 f.v.t. Men Østrigs kultur som vi kender det i dag begyndte at tage form da området var en del af det Tysk-romerske rige og med Privilegium Minus i 1156 blev ophøjet fra markgrevskabet Østrig til et hertugdømme. Østrigs kultur er hovedsageligt blev påvirket af tidligere og nuværende naboer: Italien, Polen, Tyskland, Ungarn og Bøhmen.